# Erythroxylum calyptratum
Erythroxylum calyptratum es una especie de planta perteneciente a la familia Erythroxylaceae. Se distribuye en el norte de Vietnam.

## Descripción
La especie se caracteriza por hojas finamente cartáceas con pecíolo de 2 a 3 mm de largo, 1 a 3 inflorescencias florales, flores blancas orientadas hacia abajo, apéndices de pétalos bien desarrollados (1/3 a 1/2 de la longitud de los pétalos) y 3 estilos completamente libres.

### Especies similares
Erythroxylum calyptratum es similar a E. sinense por tener hojas parecidas al papel, flores hacia abajo y 3 estilos completamente libres, pero se diferencia en un pecíolo más corto (de 2 a 3 mm de largo en E. calyptratum frente a 3 a 8 mm de largo en E. sinense), menos flores por inflorescencia (1 a 3 frente a 2 a 7), pétalos blancos (contra rosáceos) y apéndices de pétalos bien desarrollados (1/3 a 1/2 de la longitud de los pétalos frente a 1/10 a 1/6).
Erythroxylum austroguangdongense es similar a E. calyptratum por tener ramas de color marrón rojizo a marrón grisáceo con lenticelas densas y pétalos blancos con apéndices, pero se distingue por la lámina de la hoja coriácea (frente a la delgada cartácea) con menos pares de venas secundarias (6–8) pares frente a 11 a 15 pares), y flores que nacen en nudos sin hojas de la parte basal de la rama actual (frente a las axilas de las hojas) con pedicelos más largos (1 a 1,5 cm frente a 5,2 a 7 mm) y un apéndice de pétalo subrectangular (frente a un apéndice bilobulado en el que cada lóbulo consta de una aurícula anterior corta y una aurícula posterior grande).

## Taxonomía
La especie fue descrita por primera vez como Erythroxylum calyptratum por los botánicos japoneses Natsuki Komada y Shuichiro Tagane, y publicada en Phytotaxa 347 (4): 280. El holotipo fue recolectado el 3 de mayo de 2016, durante un estudio botánico en el monte Fansipan a 2159 m s.n.m., en el Parque nacional Hoang Lien ubicado en la provincia de Lào Cai al norte de Vietnam, en un bosque siempreverde montano bajo.
El epíteto específico se refiere a la estructura de los apéndices ligulares de los pétalos escondidos en su interior y que cubren en gran medida los estambres o estaminodios y el ovario.